# Федирко, Григорий Матвеевич
Григорий Матвеевич Федирко (1918 — ?) — председатель колхоза имени Ленина Промышленновского района Кемеровской области, Герой Социалистического Труда (8 апреля 1971).
Участник войны, гвардии старший лейтенант. Награждён медалью «За оборону Сталинграда» (декабрь 1942), орденом Красной Звезды (январь 1943), орденом Красного Знамени (февраль 1945). Был представлен к званию Героя, но вместо высшей награды получил орден Суворова III степени (июнь 1945).
Член ВКП(б) с 1942 г.
С 1957 г. председатель объединённого колхоза имени Ленина Промышленновского района Кемеровской области.
Герой Социалистического Труда (8 апреля 1971) — за высокие показатели в растениеводстве и животноводстве.
Умер до 1985 года. Его именем названа улица в д. Каменка (Промышленновский район).